# Зогіші
Зогіші (груз. ზოგიში) — село в Грузії.
За даними перепису населення 2014 року в селі проживає 148 осіб.